# Georges Feydeau
Georges-Léon-Jules-Marie Feydeau (Parigi, 8 dicembre 1862 – Rueil-Malmaison, 5 giugno 1921) è stato un drammaturgo francese.
È considerato, dopo Molière, uno dei più grandi autori della commedia francese.

Racconta di lui Jean Cocteau: 

## Biografia
Georges è figlio di Ernest-Aimé Feydeau (1821-1873), anche lui autore di racconti di buon successo (pubblicò Fanny nel 1858, e Souvenirs d'une cocotte nel 1872).
Georges divenne prestissimo autore e regista di opere teatrali caratterizzate dal ritmo quasi frenetico e basate sulla "matematica" dell'effetto comico (era un severissimo metteur en scène) la cui popolarità superò infine anche quella delle opere del maestro del genere, Eugène Labiche.
Molte sue opere di vaudeville sono  ancora oggi  rappresentate e applaudite, in particolar modo: A scatola chiusa, La palla al piede, Il tacchino, La pulce nell'orecchio, Dove vai tutta nuda? e soprattutto le celeberrime Occupati d'Amelia, Sarto per signora e L'albergo del libero scambio. Undici delle sue vaudeville furono scritte in collaborazione con Maurice Desvallières.
Feydeau non era solo un autore, ma conosceva e "scriveva" di scene, luci e costumi trattandoli al pari di attori. Le sue scenografie (ricche di complicatissimi cambi a vista ed al buio) sono studiate con porte, finestre e armadi in numero calcolato ed angolazioni precise per suscitare (se utilizzate correttamente dagli attori) effetti esilaranti.
Nel suo teatro moltissime situazioni comiche sono totalmente prive di battute: un uomo entra in scena, una donna ne esce, e scatta la risata fragorosa.
La sua abilità di regista e drammaturgo suscitò per decenni risate in ogni tipo di pubblico, tanto da mettere in secondo piano la spietata satira alla borghesia parigina che adombra ogni sua opera. Solo recentemente è stato rivalutato e riletto in chiave di ironico fustigatore dell'ipocrisia borghese.
Feydeau era un artista ed un teorico del ritmo iperrealistico dell'azione, e faceva provare i suoi attori a tempo di musica, richiedendo notevoli doti vocali e fisiche.
La febbrile attività di Feydeau, la vita notturna, il gioco d'azzardo e l'amore per gli eccessi (fu uno dei protagonisti della Belle Époque parigina tanto da avere un tavolo perennemente prenotato da Maxim's) ebbero tuttavia pesanti conseguenze sulla sua salute: morì il 5 giugno 1921, in una clinica psichiatrica dove era stato internato per grave malattia mentale contratta in conseguenza della sifilide.

## Opere
- Par la fenêtre (Dalla finestra) 1 atto - 1882
- Amour et piano (Amore e piano, anche conosciuta come Il professore di pianoforte) 1 atto - 1883
- Gibier de potence (Un tipo da forza) 1 atto - 1884
- Fiancés en herbe (Fidanzati in erba) 1 atto - 1886
- Tailleur pour dames (Sarto per signora) 3 atti - 1886
- La Lycéenne (La liceale) 3 atti - 1887
- Un bain de ménage (Un bagno casalingo) 1 atto - 1888
- Le chat en poche (Il gatto in tasca, nota anche con il titolo "A scatola chiusa") 3 atti - 1888
- Les Fiancés de Loches (I fidanzati di Loches) 3 atti - 1888
- L'affaire Eduard (Il caso Eduard) 3 atti - 1889
- C'est una femme du monde (Una donna di mondo) 1 atto - 1890
- Le mariage de Barillon (Il matrimonio di Barillon) 3 atti - 1890
- Le ruban (Il nastro) 1891
- Madame Sganarello (La signora Sganarello) 1891
- Monsieur chasse! (Il signore va a caccia) 3 atti - 1892
- Champignol malgré lui (Champignol suo malgrado) 1 atto - 1892
- Le système Ribadier (Il sistema Ribadier) 3 atti - 1892
- Un fil à la patte (La palla al piede) 3 atti - 1894
- Notre futur (Il nostro futuro) 1 atto - 1894
- L'Hôtel du libre échange (L'albergo del libero scambio) 3 atti - 1894
- Le Dindon (Il Tacchino) 3 atti - 1896
- Les Pavés de l'ours (Il rimedio è peggiore del male) 1 atto - 1896
- Séance de nuit (Riunione notturna) 1 atto - 1897
- Dormez, je le veux! (A me gli occhi!) 1 atto - 1897
- La dame de chez Maxim (La signora di chez Maxim) 3 atti - 1899
- La duchesse des Folies-Bergères (La duchessa delle Folies-Bergères) 3 atti-1902
- Le Main passe (Passa la mano) 4 atti - 1904
- Le Bourgeon (Il germoglio) 3 atti - 1906
- La Puce à l'oreille (La pulce nell'orecchio) 3 atti - 1907
- Occupe-toi d'Amélie! (Occupati di Amelia) 3 atti - 1908
- Feu la mère de Madame (La buonanima della suocera) 1 atto - 1908
- Le circuit (Il circuito) 3 atti - 1909 (scritta in collaborazione con Croisset)
- On purge bébé! (Purghiamo il bimbo) 1 atto - 1910
- Mais n'te promène donc pas toute nue! (Ma non andare in giro tutta nuda!) 1 atto - 1911
- Léonie est en avance, ou le mal joli (Leonia è in anticipo) 1 atto - 1912
- Je ne trompe pas mon mari (Non tradisco mio marito) 3 atti - 1912
- Hortense a dit: "Je m'en fous!" (Ortensia ha detto: “Me ne frego!”) 1 atto - 1916
- Cent milions qui tombent (Cento milioni piovuti dal cielo) 3 atti - 1911
- Les Monologues (I 22 monologhi)
- Inédits (Gli Inediti): L'uomo di paglia, L'amore deve tacere, Due galli per una gallina, A chi tocca mia moglie?, L'uomo balia, La mezza quaresima

Alcune sue opere di vaudeville furono riadattate in napoletano da Eduardo Scarpetta: 
- L'albergo del silenzio (da "L'albergo del libero scambio") 1896
- Le belle sciantose (da "La palla al piede") 1897
- 'A nanàssa (da "La dama di Chez-Maxim's") 1900
- Madama Sangenella (da "Il tacchino") 1902